# Душан Савковић (писац)
Душан Савковић (Београд, 12. новембар 1922 - Београд, 10. новембар 1990) био је југословенски и српски новинар, писац и сценариста. Најпознатија његова дела су својевремено култни романи Горила (о животу Стевице Марковића, телохранитеља Алена Делона) и Радовањска секира (о убиству краља Александра Обреновића и Драге Машин).

## Новинарски рад
Душан Савковић био је познати београдски новинар који је писао за неке од најпопуларнијих недељника у некадашњој Југославији, међу којима су Дуга, Илустрована Политика и други. Бавио се истраживачким новинарством и међу колегама је важио за новинара „задуженог” за емиграцију, понајвише париску. Углавном се бавио скандалима из француског високог друштва, у које су били умешани и момци са београдског асфалта.
Душан Савковић био је први новинар који је писао о „жестоким момцима” у бившој Југославији. Такође је први открио афере о махинацијама и богаћењу неких тадашњих федерални и републички функционера, преко развода, станова, лечења у иностранству... Мало је познато да је и Мирослав Крлежа пружио Савковићу подршку, тврдећи да је све то тачно, јер су и њему предлагали поделу пара, како би његова супруга Бела отишла на лечење у иностранство о трошку владе, што је он одбио.

## Књижевни рад
Свој новинарски истраживачки рад Савковић је преточио и у неколико својевремено култних романа, у којима је описао афере које су потресале југословенско друштво у ближој и даљој историји. Најпознатији његов роман је „Горила”, објављен први пут 1974. године. У њему Савковић описује живот Милоша Милошевића, Стевице Марковића и осталих младића „са београдског асфалта” који су се прославили и страдали као телохранитељи Алена Делона, 70-их година 20. века. Роман „Горила” и данас се налази међу најпродаванијим насловима свих времена на српском језику.

### Објављена дела
- Горила (роман, 1974)
- Секира : повест Драге Машин (роман, 1977), касније објављен под називом Радовањска секира (1984)
- Путујући земљотрес (роман, 1978)
- Горила 2 (роман, 1980)
- Афера Меденица (роман, 1982)
- Загрљај Париза (роман, 1982)
- Апис : крв и бес (роман, 1988)
- Мамузање Европе (приповетке, 1989)
- Горила 3 : после двадесет година (роман, 1989)
- Зуб шестица (роман, 1996)

## Сценарији за филм и телевизију
Душан Савковић аутор је и сценарија за неколико телевизијских, играних и документарних филмова и ТВ серија.
| Наслов                   | Опис                 | Редитељ                | Година      | Детаљи                     |
| ------------------------ | -------------------- | ---------------------- | ----------- | -------------------------- |
| Сељаци                   | Комедија             | Драгослав Лазић        | 2001        |                            |
| Смрт госпође Министарке  | ТВ филм              | Сава Мрмак             | 1991        |                            |
| Приче преко пуне линије  | ТВ серија            | Никола Лоренцин        | 1981        | Сценарио за свих 7 епизода |
| С оне стране...          | Документарни филм    | Никола Јовићевић       | 1982        |                            |
| Пјевам дању, пјевам ноћу | Мјузикл              | Јован Ристић           | 1979        |                            |
| Игњатовић против Гебелса | ТВ филм              | Драгослав Лазић        | 1975        |                            |
| Позориште у кући         | ТВ серија            | Дејан Баја Ћорковић    | 1973        | Епизода: Страшан пас       |
| А кућа звони ли звони    | Документарни филм    | Миодраг Николић        | 1971        |                            |
| Милорад, кам бек         | Новогодишњи специјал | Драгослав Лазић        | 1970        |                            |
| Љубав на сеоски начин    | ТВ серија            | Драгослав Лазић        | 1970        | Сценарио за свих 8 епизода |
| Парничари                | ТВ серија            | Драгослав Лазић        | 1967 - 1968 | Сценарио за свих 8 епизода |
| Немирни                  | Драма                | Војислав Ракоњац Кокан | 1967        |                            |
| Поподне једног пауна     | ТВ филм              | Војислав Ракоњац Кокан | 1966        |                            |
| Земљаци                  | Драма                | Здравко Рандић         | 1963        |                            |
| Крст Ракоц               | Драма                | Живко Ристић           | 1962        |                            |